# Rumba congoleña
La rumba congoleña es un género musical de la República Democrática del Congo y la República del Congo.
Surgido a mediados del siglo XX en los centros urbanos de Brazzaville y Léopoldville (actual Kinshasa) durante la época colonial, el género tiene sus raíces en la maringa, música de baile en pareja de los bakongo, practicada tradicionalmente en el antiguo Reino del Congo. El estilo cobró prominencia entre las décadas de 1920 y 1940, dando origen a la cultura del "dancing bar" en Brazzaville y Léopoldville, y incorporaba elementos distintivos como el bombo, una botella utilizada como triángulo y un acordeón conocido como likembe. A mediados de las décadas de 1940 y 1950, la influencia de las bandas cubanas de son transformó la maringa en "rumba congoleña", ya que los discos importados del Sexteto Habanero, el Trío Matamoros y Los Guaracheros de Oriente se atribuían con frecuencia erróneamente a "rumba".El nombre "rumba" se originó desde la palabra "nkumba" en kikongo, que simboliza el baile en pareja.
La rumba congoleña se caracteriza también por su distintiva sección instrumental: el sebene, que emplea arpegios, cambios rápidos de acordes y adornos melódicos. Líneas de bajo con ritmo, ritmos pegadizos basados en ostinatos o frases repetidas, y ritmos bailables también son elementos típicos del género.
El estilo ha ganado gran popularidad en África, siendo durante varias décadas su género más conocido. Además, ha encontrado seguidores en Europa, así como en los Estados Unidos, como resultado de las giras de músicos congoleños, que han actuado en varios festivales a nivel internacional. Músicos como Henri Bowane, Paul Kamba, Wendo Kolosoy, Franco Luambo Makiadi, Le Grand Kallé, Docteur Nico, Tabu Ley Rochereau, Zaïko Langa Langa y Papa Wemba han hecho contribuciones significativas al género, ampliando sus límites e incorporando elementos musicales modernos.
La rumba congoleña está protegida desde diciembre de 2021 bajo su inscripción en el Patrimonio Cultural Inmaterial de la Humanidad.

## Historia
La rumba (género cubano originario de la cuenca del Congo) fue trasplantada al Congo a fines de la década de 1930, a través de un curioso viaje de ida y vuelta en la historia entre el Caribe y África. Se explica por el paso de cargueros transatlánticos en los puertos de África Occidental, y por los intercambios entre kroumen y marineros cubanos que les traen discos de 78 rpm de la firma EMI, y en particular los discos GV de este catálogo de EMI. Esta música penetra tierra adentro, siguiendo el curso del río Congo, hasta Léopoldville y Brazzaville. El suelo está resultando propicio en el Congo donde, contrariamente al antiguo imperio mandinga, la música no está reservada a la casta de los griots.
Estas 78 rpmGV, es decir, cerca de 250 títulos publicados, constituyen el punto de partida de la rumba congoleña. Son importados por los tenderos griegos instalados en los distritos” nativo » de las grandes ciudades congoleñas, que recurren al gramófono de manivela. Al notar el éxito de esta música, algunos de estos tenderos improvisan un estudio de grabación en su trastienda. Así fundó Nico Jeronimis las ediciones Ngoma, que publicó en 1948 el primer éxito congoleño, Marie Louise, compuesta por un mecánico de barcos del río Congo, Antoine Wendo Kolosoy. Rápidamente, el lingala y otras lenguas sincopadas de la región suplantaron al español de la rumba cubana y al francés de la sociedad burguesa congoleña. Nacía la rumba congoleña.
Los años clave de la rumba congoleña se sitúan entre los años 40 y finales de los 50 (rumba tradicional), y entre principios de los 60 y principios de los 70 (rumba fuertemente imbuida de la identidad cultural congoleña). Franco Luambo Makiadi y Docteur Nico modifican e identifican la actual rumba congoleña con su forma de tocar la guitarra. Luego continuó con grandes nombres, como Zaïko Langa Langa, Papa Wemba, Les Bantous de la capitale.
Hoy esta rumba parece tener variedad: engendró el soukous Orquestas como Zaïko Langa Langa, Empire Bakuba, Viva la Música, Quartier Latin, Wenge Musica y Big Stars, encarnan la nueva etapa de esta música cuyos artistas brotan como hongos. Los más conocidos son Papa Wemba (el rey de la rumba), Zaïko Langa Langa, Koffi Olomidé, Defao, Felix Wazekwa, Werrason, JB Mpiana, Fally Ipupa, Ferré Gola, Héritier Watanabe, Extra Musica y Fabregas.
En diciembre de 2021, la Unesco decide incluir la rumba congoleña en la lista de elementos del patrimonio cultural inmaterial de la humanidad . Se une a esta lista la rumba cubana, registrada en 2016 y, para África Central, las polifonías pigmeas de la República Centroafricana, registrada en 2003 o los tambores de Burundi registrados en 2014.

## Cultura
Esta música impregnada de cultura congoleña es rica en la diversidad de temas que inspiran las canciones. Vínculo entre los dos estados y sus capitales Kinshasa y Brazzaville, que se enfrentan a ambos lados del río Congo, la rumba congoleña tiene un impacto que va más allá del mero marco musical. Imposible desvincularlo de los bailes que lo acompañan y se renuevan constantemente, o incluso de su componente de vestimenta, llevado a su clímax por los representantes de la Sape (Sociedad de ambianceurs y gente elegante) y su príncipe, el cantante Papa Wemba.

## Cantantes y orquestas principales
- Grand Kalle
- Franco
- Les Bantous de la capitale
- Tabu Ley Rochereau
- Zaïko Langa Langa
- Papa Wemba
- Koffi Olomide
- King Kester Emeneya
- Extra Musica
- JB Mpiana
- Werrason
- Ferre Gola
- Fally Ipupa
- Madilu System
- Youlou Mabiala
- Theo Blaise Kounkou
- Kosmos Moutouari
- Defao
- Pamelo Mounka
- Fabregas
- Doudou Copa
- Roga-Roga
- Héritier Wata
- Abeti Masikini
- Tshala Mwana
- M'bilia Bel

## Protección
Desde el 14 de diciembre de 2021, la rumba congoleña forma parte del patrimonio cultural inmaterial de la Unesco.